# Tectaria trichotoma
Tectaria trichotoma là một loài thực vật có mạch trong họ Dryopteridaceae. Loài này được (Fée) Tagawa miêu tả khoa học đầu tiên năm 1973.